# سام گرینوود (بازیکن فوتبال)
سام گرینوود (انگلیسی: Sam Greenwood؛ زادهٔ ۲۶ ژانویهٔ ۲۰۰۲) بازیکن فوتبال است.
وی همچنین در تیم‌های ملی فوتبال زیر ۱۷ سال انگلستان، زیر ۱۸ سال انگلستان، زیر ۱۹ سال انگلستان، زیر ۲۰ سال انگلستان، و زیر ۲۱ سال انگلستان بازی کرده‌است.